# هاري ميزر
هاري ميزر (بالإنجليزية: Harry Mazer)‏ هو كاتب وكاتب للأطفال أمريكي، ولد في 31 مايو 1925 في نيويورك في الولايات المتحدة، وتوفي في 7 أبريل 2016 في مونبلييه في الولايات المتحدة.